# Mercedes-Benz W186
Modelul 300 al gamei Mercedes-Benz W186 este un automobil de lux, produs de Mercedes-Benz între anii 1951 – 1957. Fiind cel mai prestigios și mai mare autovehicul al producătorului, acesta a fost supranumit Maybach-ul vremii sale – elegant, puternic, exclusivist și scump. Acesta a reluat tradiția producătorului de dinaintea celui de-Al Doilea Război Mondial, de a crea un automobil de lux ca produs reprezentativ al fiecărei serii de automobile, care începuse odată cu simplexul de 60 cp, în 1903, și a continuat până la seria 770 Grand Mercedes, în anii ’30. Astfel, s-au produs 3 serii consecutive, cunoscute ca 300a (sau doar 300), 300b și 300c. O variantă de dimensiuni ceva mai mari a automobilului, 300d, a fost construită folosind șasiul lui W189, și a apărut abia în 1957.
Cunoscut și ca Typ 300, Mercedes-Benz W186 era egal, în ceea ce privește dotările și prețul, cu contemporanul său Rolls-Royce Silver Cloud., dar îl depășea de departe în privința performanțelor atinse. Ales cu precădere dedemnitari și lideri în domeniul afacerilor, W186 conferea oțiuni precum separator din sticlă securizată pentru partea din spate, telefon mobil VHF , cu funcție de reportofon.
Desemnată ca serie reprezentativă a producătorului, W186 este adesea supranumită Adenauer, după primul cancelar al Republicii Federale Germane, Konrad Adenauer care, în timpul mandatului său, în perioada 1949-1963, a deținut 6 exemplare personalizate ale seriei (versiuni cabriolet, sedan și landaulet) precum și câteva exemplare din seria următoare – Mercedes-Benz W189. Printre dotările personalizate ale acestor “automobile de paradă” se numără măsuțele pliabile pentru scris, sirenele, draperiile, separatoarele din sticlă, trapele și configurația tip landaulet, cu plafon semi-retractabil.
Avansat din punct de vedere al tehnologiei, Mercedes-Benz 300 (W186) era concepută ca o mașină personală, păstrând totuși standardele înalte de calitate și confort. Printre numeroasele elemente pe care le avea în comun cu deja faimosul Mercedes-Benz 300SL Gullwing, în ceea ce privește elementele inovative de design și mecanică, se numără motorul, suspensiile și șasiul.

## 300
Modelul Mercedes-Benz 300 (W186) cu 4 uși a fost prezentat oficial la Frakfurt Motor Show, în aprilie 1951 , iar producția sa în serie a fost demarată în luna noiembrie a aceluiași an. La început, denumirea automobilului nu conținea distincția literei “a”, care a fost adăugată ulterior, odată cu proiectarea versiunilor “b”și “c”. Acestea erau folosite de entuziaști pentru a face o diferență între cele trei generații ale lui W186.
Disponibil atât în varianta sedan, cât și cabriolet, W186 se bucura de elemente moderne de design al careseriei, fiind construit pe baza șasiului cu cadru în X, patentat de Mercedes. Un nou motor de 3.0 L, cu arbore cu came cu capete din aluminiu, M186, cu 6 cilindri în serie, a fost adăugat unei cutii de viteze manuale în 4 trepte. Două carburatoare Solex cu inversie, două brațe diagonale între pistoane și blocul motor și două țevi de eșapament în partea din spate confereau automobilului rezistență la supra-incărcare, dezvoltând 115 PS (85 kW; 113 cp), cu un raport de compresie de 6.4:1

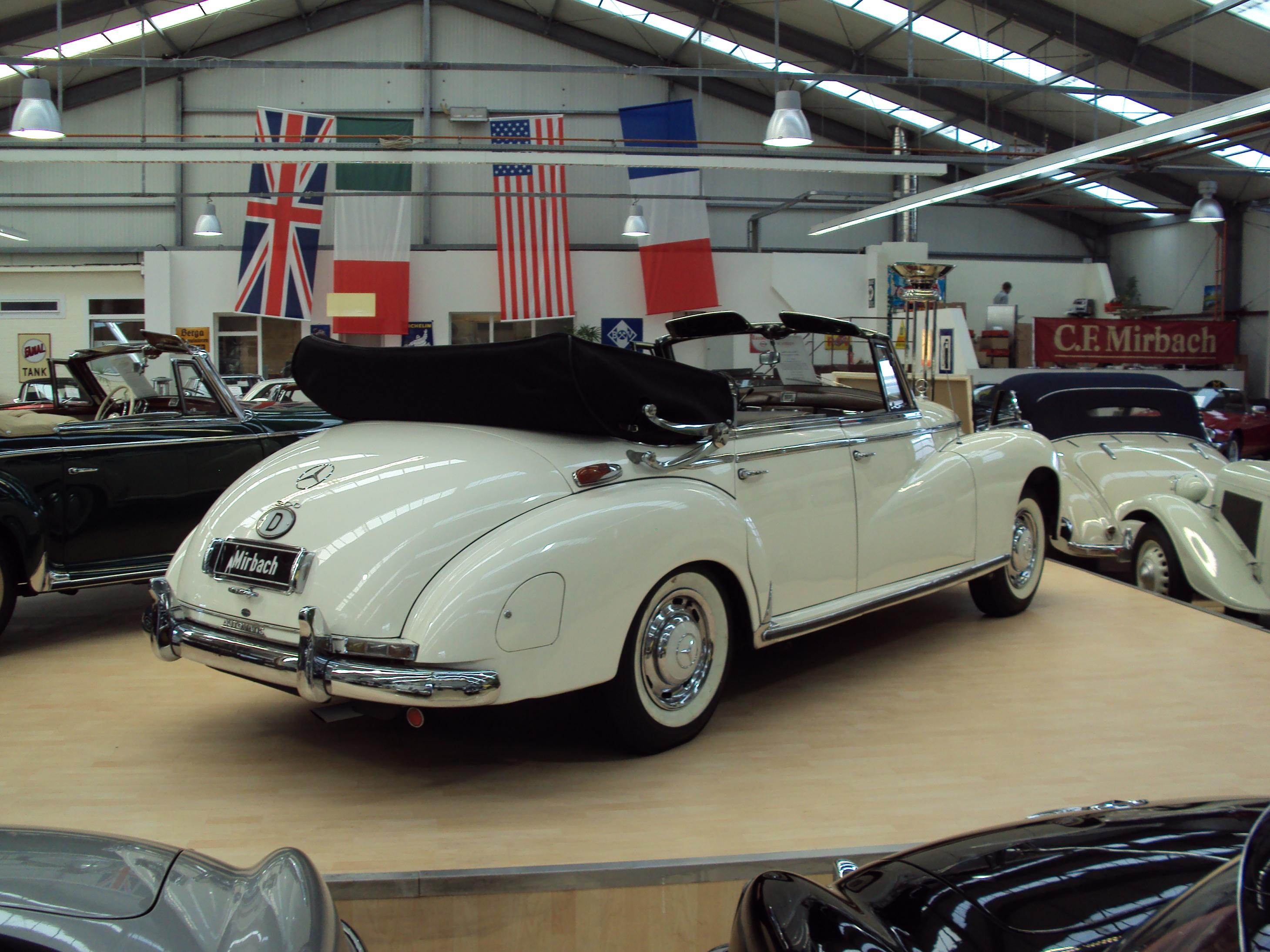
W186 Cabriolet – a se vedea structura aerodinamică a părții din spate, specifică seriei

Creat pentru utilizare îndelungată și cu rezitență la uzură în condiții nefavorabile, motorul era dotat cu două mantale de răcire, un sistem de răcire a uleiului contralat termostatic, cuzineți din aliaj de cupru și oțel, și un arbore cotit fortificat. Nefiind dotată cu opțiunea pentru condus economic, mașina putea susține sarcină maximă, la greutate maximă, 24h/24, în cazul unor condiții de drum favorabile.

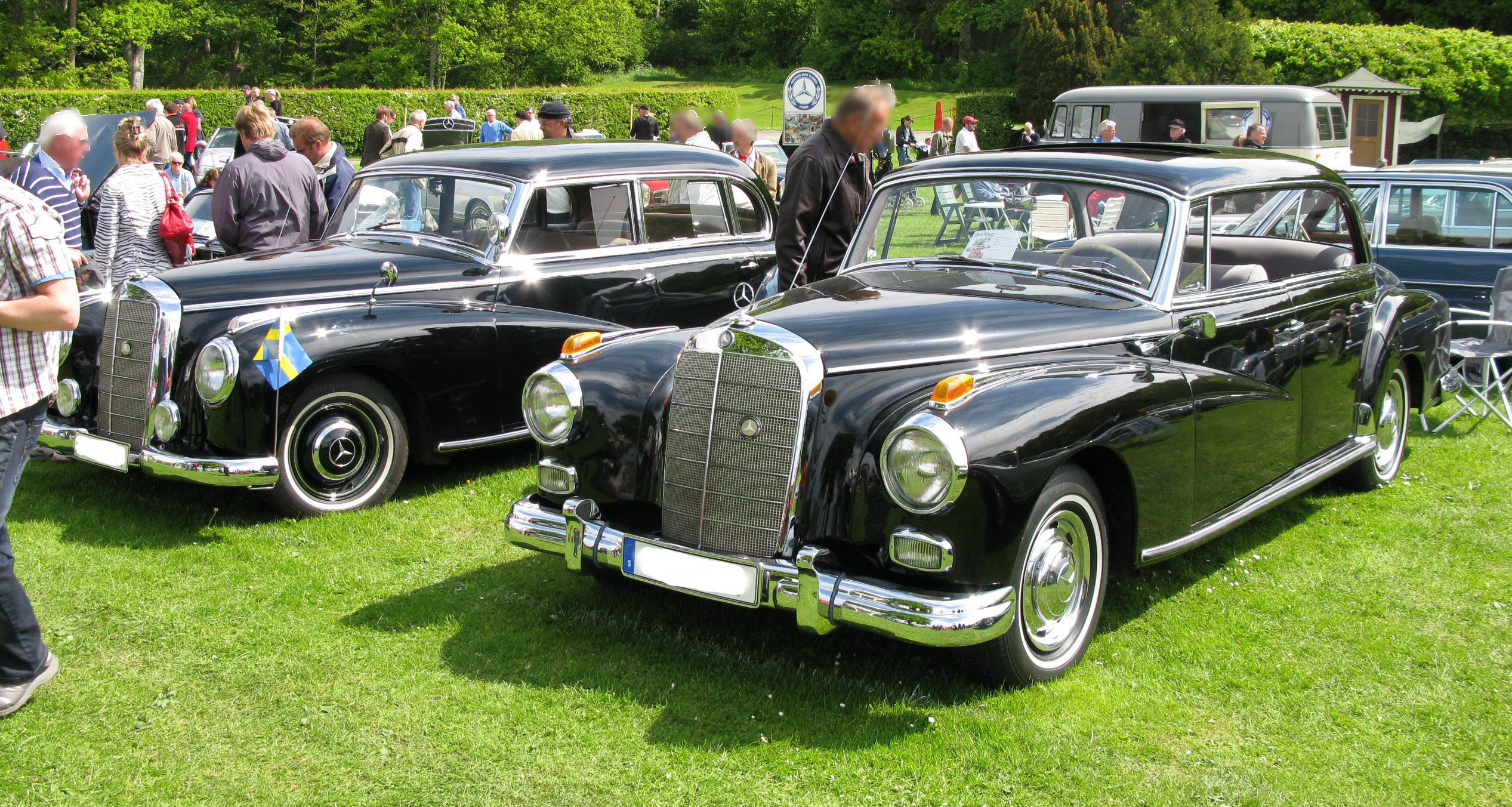
Un W186 din 1952 (stânga) și un 300d (W189) din 1962 (dreapta)

Combinația dintre cadrul în formă de X, din țeavă ovală din oțel, și sistemul de suspensii independente pentru fiecare dintre cele 4 roți  confereau automobilului agilitate și o ușoară manevrabilitate. Suspensiile cu 2 seturi a câte 2 brațe, dispuse paralel, resorturile elicoidale și o bară stabilizatoare erau dotări standard pentru partea din față, iar în spate se regăsea un arbore cu două resorturi elicoidale clasice. Un sistem inovator de suspensie de nivelare pentru partea din spate, care putea fi acționat din bordul mașinii, controla o bară de torsiune care creștea, cu o treime din valoarea normală, rigiditatea resorturilor, în caz de nevoie. Pe lângă acestea, W186 mai avea un sistem de lubrifiere, acționat de pedală, care reducea zgomotul produs în punctele de fricțiune. Frânele erau acționate de tamburi hidraulici, cu sector dințat de direcție, care a fost înlocuit, în 1952, de un sistem de direcție cu melc globoidal.
Până în septembrie 1955, s-a produs un total de 6,214 automobile tip sedan, și 591 de automobile tip Cabriolet D, cunsocute retroactiv ca seria 300a, inclusiv câteva exemplate de 300b cu elemente de facelift, preluate de la seria 300c, chair înainte de lansarea acesteia din urmă.

## 300b
Seria 300b (W186) a fost prezentată oficial în martie 1954, și venea în plus cu un sistem de frânare cu acționare hidraulică și portiere față dotate cu ferestre pivotante pentru ventilare. Puterea motorului crește la 125 PS (93 kW; 123 cp), prin adăugarea unor carburatoare Solex suplimentare și creșterea raportului de compresie la 7.5:1.

## 300c
Seria 300c (W186) și-a făcut debutul în septembrie 1955, și aducea în plus o lunetă mai mare și opțiunea unei transmisii automate, în 3 trepte. Prețul de listă ajungea la $10,864 în SUA (DM 22,000 pe piața internă), iar varianta decapotabilă era cu aproape o treime mai scumpă - $14,231 (DM 24,700).
În iulie 1956 a fost lansat un tip special de limuzină – Innenlenker (cunoscută și ca Typ 300 Lang), cu ampatament cu 20 cm (7.9 inch) mai lung decât cel obișnuit, la prețul de listă de 25,000 DM.
Până la sfârșitul lui iulie 1957, s-a produs un total de 1,432 de automobile 300c tip sedan. Au fost produse numai 51 de mașini 300c Cabriolet D, până în iunie 1956, după care producția acestora a fost întreruptă.

### 300d (W189)

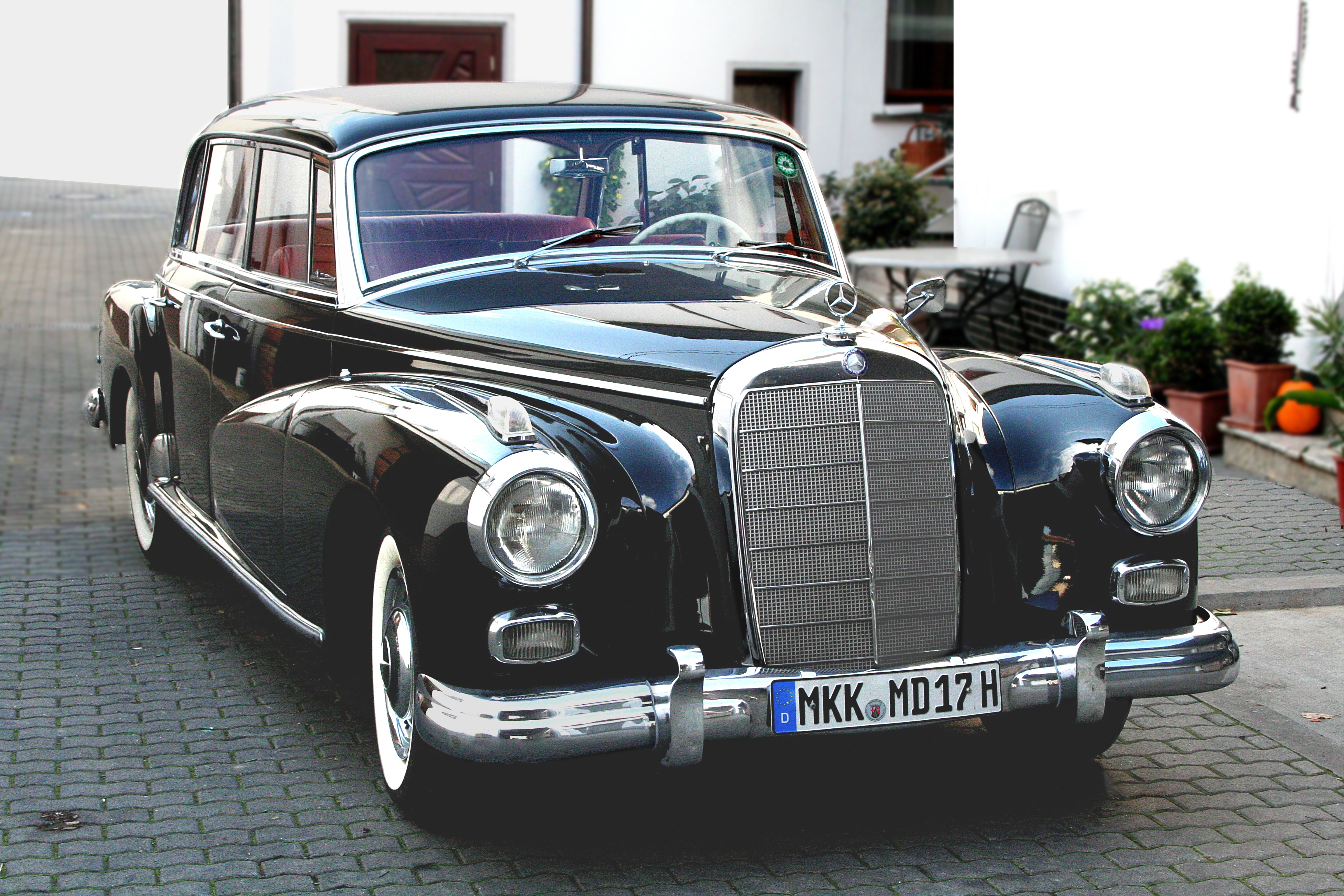
Mercedes-Benz 300d (W189), serie lansată în 1957

Seria 300c a fost urmată de una cu apatament alungit – 300d (W189), lansată în 1957. Aceasta venea cu schimbări majore, care includ refacerea caroseriei, injecție de benzină, și o formă unică a plafonului, transformând automobilul într-un Phaeton  fără stâlpi de susținere..